# Saison 21 de Joséphine, ange gardien
 (février 2021).
Si vous disposez d'ouvrages ou d'articles de référence ou si vous connaissez des sites web de qualité traitant du thème abordé ici, merci de compléter l'article en donnant les références utiles à sa vérifiabilité et en les liant à la section « Notes et références ».
Chronologie
Saison 20 Saison 22
Cet article présente les épisodes de la vingt-et-unième saison de la série télévisée Joséphine, ange gardien.

## Liste des épisodes

### Épisode 1:Les Perchés
- Belgique : 16 juin 2021 sur La Une
- Suisse : 16 janvier 2021 sur RTS Un
- France : 13 juillet 2021 sur TF1

- Belgique :  200 355 téléspectateurs[1]
- France :  3,44 millions de téléspectateurs (soit 18,3 % de part d'audience) [2]

- Claire Borotra : Virginie Bercot
- Guillaume Carcaud : François Galibert, le maire
- Xavier Deluc : Alexandre, le mari de Virginie
- Lou Jean : Lola, 16 ans, fille de Virginie et Alexandre
- Maud Le Guénédal : Coralie, la secrétaire du maire
- Léo Riehl : Jérémie, Mélanie m membre des Perchés
- Leslie Coudray : Pervenche
- Perkins Lyautey : Kaltz, l’architecte concurrent
- Djibi MBaye : Max, membre des Perchés
- Sophie Parel : la journaliste
- Yannick Noah : lui-même (participation exceptionnelle)

- Le tournage a eu lieu du 22 septembre 2020 au 23 octobre 2020 à Champigny-sur-Marne, à Ivry-sur-Seine, au Raincy, à Clamart (dans la Forêt domaniale de Meudon) et à Orsay (à la Faculté des sciences d'Orsay de l'Université Paris Saclay).[réf. nécessaire]
- C'est le deuxième épisode auquel participe Xavier Deluc, après De toute urgence !

Profession de Joséphine : Joséphine est stagiaire en architecture.

### Épisode 2:Ma petite-fille, ma bataille
- Belgique : 14 décembre 2021 sur La Une
- Suisse :  17 décembre 2021 sur RTS Un
- France : 20 décembre 2021 sur  TF1

- Belgique :  198 471 téléspectateurs[1]
- France :  4,14 millions de téléspectateurs (soit 18,9 % de part d'audience)[3]

- Maïté Bufala : Emma Clairmont, 15 ans
- Michèle Bernier : Sophie Malesset, la mère de Manon et grand-mère maternelle d’Emma, alias Mamie Sosso, ancienne prof
- Isabelle de Botton : Christine, la grand-mère paternelle d’Emma, alias Mamie Cricri
- Pierre Deny : Étienne, le père de Manon et grand-père maternel d’Emma
- Lionel Cecilio : Arthur Valadia, assistant social de l’ASE
- Aurélien Chaussade : Julien, le mari de Manon et le père d’Emma, fan d’escalade
- Maxime Lélue : Quentin, le jeune vacataire de la ferme, animateur d’un espace d’escalade
- Estelle Piget : Manon, la mère d’Emma
- Sylvain Saint-Jalmes : l’agent immobilier

- Le tournage a débuté le 7 juin 2021 et s'est terminé le 1er juillet 2021 aux Molières (Ferme d'Armemon), à Gometz-le-Châtel (Viaduc des Fauvettes), à Bures-sur-Yvette, à Pontault-Combault (Complexe sportif Le Nautil) et à Villiers-sur-Marne (Centre de rééducation).[réf. nécessaire]
- Pour ce 100e épisode, la série marque les grandes retrouvailles du trio des Filles[Qui ?], 40 ans après Le Petit Théâtre de Bouvard. Les trois comédiennes ont déjà joué ensemble dans À trois, c'est mieux (2004) et Trois filles en cavale (2011).

Profession de Joséphine : Joséphine est vendeuse de produits locaux à l’épicerie de la ferme des Molières.

### Épisode 3:Les Patins de l'espoir
- Belgique : 24 décembre 2021 sur La Une
- Suisse : 25 décembre 2021 sur RTS Un
- France : 27 décembre 2021 sur TF1

- Belgique :  109 926 téléspectateurs[1]
- France :  4,67 millions de téléspectateurs (soit 23,7 % de part d'audience) [4]

- Jean-Luc Reichmann : Gabriel Monnier
- Roméo Mariani : Evan Delmas
- Marie Fugain : Karina Delmas, mère d’Evan, fleuriste
- Évelyne El Garby-Klaï : Silvia, la présidente du club de patinage
- Adrien Tesson : Hugo, le fils de Silvia
- Aminthe Audiard : Lili, la partenaire de patinage d’Evan
- Ahmed Ounally : Mouss, un pote d’Evan
- Anis Mansour : Kev, un pote d’Evan
- Nelson Monfort : Juge Arbitre 1 (Participation exceptionnelle)
- Philippe Candeloro : Juge Arbitre 2 (Participation exceptionnelle)

 Commentaires :
- Le tournage a eu lieu du 20 avril 2021 au 13 mai 2021 à Asnières-sur-Seine (Patinoire des Courtilles), à Saint-Ouen-sur-Seine, à Évry-Courcouronnes et à Bondoufle (Stade Robert-Bobin).[réf. nécessaire]
- En clin d'œil au 1er épisode tourné en 1997, Le Miroir aux enfants, Mimie Mathy renoue avec l'univers du patinage artistique. Un clin d’œil à la première cliente de notre ange gardien est fait avec le personnage d’Hugo, le jeune poussé par sa mère à patiner.
- On retrouve Marie Fugain douze ans après le tournage du Le Festin d’Alain où elle jouait une cuisinière de talent redonnant goût à la cuisine à son frère.
- On retrouve également Jean-Luc Reichmann douze ans après les Ennemis jurés où il jouait un fermier spécialisé dans le bio en guerre avec son voisin spécialisé dans le non bio.

Profession de Joséphine : Joséphine est préparatrice sportive.

### Épisode 4:S'aimer de toute urgence
- Belgique : 20 août 2022 sur La Une
- Suisse :  9 décembre 2022 sur RTS Un
- France : 26 juin 2023 sur TF1

- Belgique : 137 842 téléspectateurs[1]
- France :  2,90 millions de téléspectateurs (soit 15,2 % de part d'audience)[6]

- Linda Hardy : Charlotte Delmas
- Alicia Popov : Léa, 17 ans, la fille de Charlotte
- Yann Sundberg : Vincent
- Patrick Paroux : Gérard Berlouazel, directeur
- Clémentine Verdier : Docteur Strauss
- Noah Déric : Mat
- Chrystal Boursin : Chrystal
- Aaliya Nadhoine : Enora

- Le tournage a lieu du 21 avril 2022 au 17 mai 2022 à Paris (Conservatoire national supérieur de musique et de danse & Eleftheria Restaurant) et dans la région parisienne, notamment à Maisons-Laffitte (clinique), à Enghien-les-Bains (Théâtre du Casino Barrière) et à Montreuil.[réf. nécessaire]
- C'est le deuxième épisode dans lequel Linda Hardy apparaît, dix ans après Un monde de douceur. Patrick Paroux était également apparu dans le cross-over de Joséphine, ange gardien et Camping Paradis en 2018.
- L'épisode devait initialement être diffusé le 19 décembre 2022, mais est repoussé en raison de la défaite des bleus en finale de la coupe du monde[8].

Profession de Joséphine : Joséphine est accompagnatrice musicale d’un cours de danse.

### Épisode 5:À toute épreuve
- Belgique : 13 décembre 2022 sur La Une
- Suisse : 16 décembre 2022 sur RTS Un
- France : 26 décembre 2022 sur TF1

- Belgique :
- France :  2,98 millions de téléspectateurs (soit 15 % de part d'audience) [10]

- Ingrid Chauvin : Laure
- Fabrice Deville : Christophe
- Grégoire Paturel : Julien
- Julien Masdoua : Mathieu
- Maëlle Mietton : Gwenaëlle Bauche
- Enzo Rose : Hugo
- Anabel Moreno : Lucie
- Aurélien Ferru : Théo
- Rosie Boccardi : Manon

- Le tournage a eu lieu du 7 septembre 2022 au 2 octobre 2022 à Montpellier (C.R.E.P.S), à Sète (Centre Balnéaire Raoul Fonquerne), à La Grande-Motte et à Lunel (Complexe Sportif Colette Besson).[réf. nécessaire]